# Paolo Stoppa
Paolo Stoppa (* 16. Juni 1906 in Rom, Italien; † 1. Mai 1988 ebenda) war ein italienischer Schauspieler.

## Leben
Stoppa absolvierte eine klassische Schauspielerausbildung und trat ab 1927 auf der Bühne auf. Er wurde zu einem der bekanntesten und erfolgreichsten Charakterdarsteller seiner Generation in Italien. Ab 1932 trat Stoppa auch in Kinofilmen auf. Dort wurde er häufig für Schurkenrollen besetzt. Mit dem Regisseur Luchino Visconti setzte er in mehreren Filmen die schon in seiner Bühnentätigkeit begonnene Zusammenarbeit fort. So spielte er einen machthungrigen Bürgermeister in Viscontis Der Leopard aus dem Jahr 1963. Auch Vittorio de Sica sicherte sich für mehrere seiner Filme, zum Beispiel für Das Wunder von Mailand, seine Mitarbeit. Unter Regie von Sergio Leone spielte er 1968 einen Kutscher in Spiel mir das Lied vom Tod. Seine Werkliste umfasst fast 170 Titel.
Seit Beginn seiner Karriere war Stoppa auch als Synchronsprecher aktiv; in den 1970er Jahren spielte er vermehrt auch für das Fernsehen. Während seiner ersten Zeit am Teatro Eliseo in Rom, die von 1938 bis 1940 andauerte, lernte er seine spätere Frau, die Schauspielerin Rina Morelli kennen. Nach ihrem Tod 1976 konzentrierte er sich fast ausschließlich wieder auf die Bühne. Stoppa wurde 1982 mit dem italienischen Filmpreis Nastro d’Argento für seine Rolle in Die tolldreisten Streiche des Marchese del Grillo ausgezeichnet.

## Filmografie (Auswahl)
- 1935: Lorenzino de’ Medici
- 1941: Prinzessin Aschenbrödel (Cenerentola e il signor Bonaventura)
- 1942: Sieben Jahre Glück
- 1944: Närrisches Quartett (Quartetto pazzo)
- 1949: Mönch und Musketier (Il figlio di d’Artagnan)
- 1950: Der Dieb von Venedig (Il ladro di Venezia)
- 1950: Land der Sehnsucht
- 1950: Der Pakt mit dem Teufel (La Beauté du diable)
- 1951: Frau für eine Nacht (Moglie per una notte)
- 1951: Das Wunder von Mailand (Miracolo a Milano)
- 1952: Es geschah Punkt 11 (Roma ore 11)
- 1952: Das Lied vom Verrat (Processo alla città)
- 1952: Männer ohne Tränen (La voce del silenzio)
- 1952: Die Schönen der Nacht (Les Belles de nuit)
- 1952: Die Helden des Sonntags (Gli eroi della domenica)
- 1953: Don Camillos Rückkehr (Le Retour de Don Camillo)
- 1953: Es ist nie zu spät (Non è mai troppo tardi)
- 1953: Das Fleisch ist schwach (Bufere)
- 1953: Die Liebe einer Frau (L’Amour d’une femme)
- 1953: Puccini – Liebling der Frauen (Puccini)
- 1953: Rom, Station Termini (Stazione Termini)
- 1953: Die Sonne in den Augen (Il sole negli occhi)
- 1954: Das Gold von Neapel (L’oro di Napoli)
- 1954: Casa Ricordi
- 1954: Liebe, Frauen und Soldaten (Destinées)
- 1954: Dein ist mein Herz – Schuberts große Liebe (Sinfonia d’amore)
- 1954: Karussell Neapel (Carosello napoletano)
- 1954: Sieben süße Sünden (J’avais sept filles)
- 1955: Eine Frau für schwache Stunden (La bella mugnaia)
- 1955: Vater, wir wollen heiraten (Ragazze d’oggi)
- 1956: Der Nerzmantel (Una pelliccia di visone)
- 1960: Es war Nacht in Rom (Era notte a Roma)
- 1960: Karthago in Flammen (Cartagine in fiamme)
- 1960: Rocco und seine Brüder (Rocco e i suoi fratelli)
- 1960: Viva l’Italia
- 1960: Wenn das Leben lockt (La giornata balorda)
- 1961: Die Drohung (La menace)
- 1961: Der furchtlose Rebell (Vanina Vanini)
- 1961: Halt mal die Bombe, Liebling (Che gioia vivere)
- 1961: Horace 62
- 1961: Das Jüngste Gericht findet nicht statt (Il giudizio universale)
- 1963: Der Leopard (Il Gattopardo)
- 1964: Becket
- 1964: Der Besuch (La visita)
- 1964: Deine Zeit ist um (Behold a Pale Horse)
- 1964: Ich war eine männliche Sexbombe (Un monsieur de compagnie)
- 1966: Jagt den Fuchs! (Caccia alla volpe)
- 1968: Spiel mir das Lied vom Tod (C’era una volta il West)
- 1970: Die Gräfin und ihr Oberst (The Adventures of Gerard)
- 1971: Großer, laß’ die Fetzen fliegen (Er piu (Storia d’amore e di coltello))
- 1972: Il sospetto
- 1973: Hilfe, ich bin Spitz…e! (Rugantino)
- 1977: Strandgeflüster (Casotto)
- 1981: Die tolldreisten Streiche des Marchese del Grillo (Il marchese del Grillo)
- 1982: Deines Nachbarn Sohn (Din nabos son)
- 1982: Meine Freunde (Amici mei atto II°)